# 2023-as WTA 125K versenysorozat
A 2023-as WTA 125K versenysorozat a WTA által szervezett nemzetközi versenysorozat az élvonalat követő profi női teniszezők számára. A tornák díjalapja néhány kivételtől eltekintve általában 115 000 amerikai dollár.

## Szerezhető ranglistapontok
Rövidítések: Gy=győzelem; D=döntős; ED=elődöntős; ND=negyeddöntős; R16=16 között; R32=32 között; Q=kvalfikációt szerzett; Q2=kvalifikáció 2. fordulója; Q1=kvalifikáció 1. fordulója.
| Esemény               | Gy  | D  | ED | ND | R16 | R32 | R64 | R128 | Q | Q2 | Q1 |
| --------------------- | --- | -- | -- | -- | --- | --- | --- | ---- | - | -- | -- |
| Egyéni (32 résztvevő) | 160 | 95 | 57 | 29 | 15  | 1   | –   | –    | 6 | 4  | 1  |
| Páros (16 pár)        | 160 | 95 | 57 | 29 | 1   | –   | –   | –    | – | –  | –  |
| Páros (8 pár)         | 160 | 95 | 57 | 1  | –   | –   | –   | –    | – | –  | –  |

## Versenynaptár
| Kezdő dátum   | Torna | Bajnok                                                   | Döntős                                      | Elődöntősök                                 | Negyeddöntősök                                                                   |
| ------------- | --- | -------------------------------------------------------- | ------------------------------------------- | ------------------------------------------- | -------------------------------------------------------------------------------- |
| Január 30     | Copa Oster Cali, Kolumbia $115,000 – Salak – 32E/16Q/16P                                                            | Nadia Podoroska 6–4, 6–2                                 | Paula Ormaechea                             | Emiliana Arango Laura Pigossi               | Fernanda Contreras Gómez Martina Colmegna Elvina Kalieva Valerija Sztrahova      |
| Január 30     | Copa Oster Cali, Kolumbia $115,000 – Salak – 32E/16Q/16P                                                            | Weronika Falkowska Katarzyna Kawa 6–1, 5–7, [10–6]       | Kyoka Okamura Ju Hsziao-ti                  | Emiliana Arango Laura Pigossi               | Fernanda Contreras Gómez Martina Colmegna Elvina Kalieva Valerija Sztrahova      |
| Március 27    | San Luis Potosí Open San Luis Potosí, Mexikó $115,000 – Salak – 32E/8Q/16P                                          | Elisabetta Cocciaretto 5–7, 6–4, 7–5                     | Sara Errani                                 | Elina Avaneszjan Kaja Juvan                 | Tamara Zidanšek Emiliana Arango Laura Pigossi Tatjana Maria                      |
| Március 27    | San Luis Potosí Open San Luis Potosí, Mexikó $115,000 – Salak – 32E/8Q/16P                                          | Aliona Bolsova Andrea Gámiz 7–6(5), 6–4                  | Okszana Kalasnikova Katarzyna Piter         | Elina Avaneszjan Kaja Juvan                 | Tamara Zidanšek Emiliana Arango Laura Pigossi Tatjana Maria                      |
| Május 1       | L'Open 35 de Saint-Malo Saint-Malo, Franciaország $115,000 – Salak– 32E/11Q/15P                                     | Sloane Stephens 6–3, 6–4                                 | Greet Minnen                                | Elina Szvitolina Katie Volynets             | Jessika Ponchet Léolia Jeanjean Magdalena Fręch Emma Navarro                     |
| Május 1       | L'Open 35 de Saint-Malo Saint-Malo, Franciaország $115,000 – Salak– 32E/11Q/15P                                     | Greet Minnen Bibiane Schoofs 7–6(7), 7–6(3)              | Ulrikke Eikeri Eri Hozumi                   | Elina Szvitolina Katie Volynets             | Jessika Ponchet Léolia Jeanjean Magdalena Fręch Emma Navarro                     |
| Május 1       | Catalonia Open Reus, Spanyolország $115,000 – Salak – 32E/8Q/12P                                                    | Sorana Cîrstea 6–1, 4–6, 7–6(1)                          | Elizabeth Mandlik                           | Dajana Jasztremszka Lauren Davis            | Jil Teichmann Nuria Párrizas Díaz Camila Osorio Catherine McNally                |
| Május 1       | Catalonia Open Reus, Spanyolország $115,000 – Salak – 32E/8Q/12P                                                    | Storm Hunter Ellen Perez 6–1, 7–6(8)                     | Alexa Guarachi Erin Routliffe               | Dajana Jasztremszka Lauren Davis            | Jil Teichmann Nuria Párrizas Díaz Camila Osorio Catherine McNally                |
| Május 15      | Trophee Clarins Párizs, Franciaország $115,000 – Salak – 32E/8Q/16P                                                 | Diane Parry játék nélkül                                 | Catherine McNally                           | Katie Volynets Varvara Gracsova             | Alizé Cornet Hibino Nao Linda Nosková Kamilla Rahimova                           |
| Május 15      | Trophee Clarins Párizs, Franciaország $115,000 – Salak – 32E/8Q/16P                                                 | Anna Danilina Vera Zvonarjova 5–7, 7–6(2), [14–12]       | Nagyija Kicsenok Alycia Parks               | Katie Volynets Varvara Gracsova             | Alizé Cornet Hibino Nao Linda Nosková Kamilla Rahimova                           |
| Május 15      | Firenze Ladies Open Firenze, Olaszország Salak– $115,000 – 32E/14Q/16P                                              | Jasmine Paolini 6–3, 7–5                                 | Taylor Townsend                             | Lucia Bronzetti Sara Errani                 | Priscilla Hon Ylena In-Albon Matilde Paoletti Eugenie Bouchard                   |
| Május 15      | Firenze Ladies Open Firenze, Olaszország Salak– $115,000 – 32E/14Q/16P                                              | Vivian Heisen Ingrid Neel 1–6, 6–2, [10–8]               | Asia Muhammad Giuliana Olmos                | Lucia Bronzetti Sara Errani                 | Priscilla Hon Ylena In-Albon Matilde Paoletti Eugenie Bouchard                   |
| Június 5      | Makarska Open 125 Makarska, Horvátország $115,000 – Salak – 32E/8Q/8P                                               | Mayar Sherif 2–6, 7–6(6), 7–5                            | Jasmine Paolini                             | Diane Parry Rebecca Šramková                | Linda Nosková Jüan Jüe Katerina Baindl Ana Konjuh                                |
| Június 5      | Makarska Open 125 Makarska, Horvátország $115,000 – Salak – 32E/8Q/8P                                               | Ingrid Neel Vu Fang-hszien 6–3, 7–5                      | Anna Sisková Renata Voráčová                | Diane Parry Rebecca Šramková                | Linda Nosková Jüan Jüe Katerina Baindl Ana Konjuh                                |
| Június 5      | Torneig Internacional de Tennis Femení Solgironès La Bisbal d’Empordà, Spanyolország $115,000 – Salak – 32E/16Q/16P | Arantxa Rus 7–6(2), 6–3                                  | Udvardy Panna                               | Rebeka Masarova María Carlé                 | Nadia Podoroska Kaja Juvan Caroline Dolehide Jil Teichmann                       |
| Június 5      | Torneig Internacional de Tennis Femení Solgironès La Bisbal d’Empordà, Spanyolország $115,000 – Salak – 32E/16Q/16P | Caroline Dolehide Gyiana Snajgyer 7–6(5), 6–3            | Aliona Bolsova Rebeka Masarova              | Rebeka Masarova María Carlé                 | Nadia Podoroska Kaja Juvan Caroline Dolehide Jil Teichmann                       |
| Június 12     | Open Internacional de Valencia Valencia, Spanyolország $115,000 – Salak – 32E/16Q/8D                                | Mayar Sherif 6–3, 6–3                                    | Marina Bassols Ribera                       | Nadia Podoroska Tamara Korpatsch            | Ann Li Mirjam Björklund Sara Errani Jéssica Bouzas Maneiro                       |
| Június 12     | Open Internacional de Valencia Valencia, Spanyolország $115,000 – Salak – 32E/16Q/8D                                | Aliona Bolsova Andrea Gámiz 6–4, 4–6, [10–7]             | Angelina Gabujeva Irina Hromacsova          | Nadia Podoroska Tamara Korpatsch            | Ann Li Mirjam Björklund Sara Errani Jéssica Bouzas Maneiro                       |
| Június 19     | Veneto Open Gaiba, Olaszország $115,000 – Fű – 32E/16P                                                              | Ashlyn Krueger 3–6, 6–4, 7–5                             | Tatjana Maria                               | Olga Danilović Robin Montgomery             | Yanina Wickmayer Jüan Jüe Ysaline Bonaventure Lucrezia Stefanini                 |
| Június 19     | Veneto Open Gaiba, Olaszország $115,000 – Fű – 32E/16P                                                              | Han Na-lae Jang Su-jeong 6–3, 3–6, [10–6]                | Weronika Falkowska Katarzyna Piter          | Olga Danilović Robin Montgomery             | Yanina Wickmayer Jüan Jüe Ysaline Bonaventure Lucrezia Stefanini                 |
| Július 10     | Grand Est Open 88 Contrexéville, Franciaország $115,000 – Salak – 32E/8Q/8P                                         | Arantxa Rus 6–3, 6–3                                     | Anasztaszija Pavljucsenkova                 | Tereza Martincová Fiona Ferro               | Anna-Lena Friedsam Sara Errani Eva Lys Cristina Bucșa                            |
| Július 10     | Grand Est Open 88 Contrexéville, Franciaország $115,000 – Salak – 32E/8Q/8P                                         | Cristina Bucșa Aljona Fomina-Klotz 4–6, 6–3, [10–7]      | Amina Ansba Anastasia Dețiuc                | Tereza Martincová Fiona Ferro               | Anna-Lena Friedsam Sara Errani Eva Lys Cristina Bucșa                            |
| Július 10     | Nordea Open Båstad, Svédország $115,000 – Salak – 32E/16P                                                           | Olga Danilović 7–6(4), 3–6, 6–3                          | Emma Navarro                                | Louisa Chirico Julija Putyinceva            | Tamara Zidanšek Claire Liu Viktorija Tomova Aliona Bolsova                       |
| Július 10     | Nordea Open Båstad, Svédország $115,000 – Salak – 32E/16P                                                           | Irina Hromacsova Udvardy Panna 4–6, 6–3, [10–5]          | Hozumi Eri Jang Su-jeong                    | Louisa Chirico Julija Putyinceva            | Tamara Zidanšek Claire Liu Viktorija Tomova Aliona Bolsova                       |
| Július 17     | Iași Open Jászvásár, Románia $115,000 – Salak – 32E/16Q/8P                                                          | Ana Bogdan 6–2, 6–3                                      | Irina-Camelia Begu                          | Tamara Zidanšek Raluca Șerban               | Jil Teichmann Darja Asztahova Laura Pigossi Simona Waltert                       |
| Július 17     | Iași Open Jászvásár, Románia $115,000 – Salak – 32E/16Q/8P                                                          | Veronika Erjavec Dalila Jakupović 6–4, 6–4               | Irina Bara Monica Niculescu                 | Tamara Zidanšek Raluca Șerban               | Jil Teichmann Darja Asztahova Laura Pigossi Simona Waltert                       |
| Augusztus 7   | Polish Open Grodzisk Mazowiecki, Lengyelország Kemény– $115,000 – 32E/16Q/16P                                       | Dajana Jasztremszka 2–6, 6–1, 6–3                        | Greet Minnen                                | Maja Chwalińska Zeynep Sönmez               | Martyna Kubka Eva Lys Tereza Martincová Noma Noha Akugue                         |
| Augusztus 7   | Polish Open Grodzisk Mazowiecki, Lengyelország Kemény– $115,000 – 32E/16Q/16P                                       | Katarzyna Kawa Elixane Lechemia 6–3, 6–4                 | Naiktha Bains Maia Lumsden                  | Maja Chwalińska Zeynep Sönmez               | Martyna Kubka Eva Lys Tereza Martincová Noma Noha Akugue                         |
| Augusztus 14  | Golden Gate Open Stanford, Egyesült Államok Kemény– $160,000 – 32E/16Q/16P                                          | Vang Ja-fan 6–2, 6–0                                     | Kamilla Rahimova                            | Moyuka Uchijima Jüan Jüe                    | Hontama Mai Jodie Burrage Paj Cso-hszüan Irina Simanovics                        |
| Augusztus 14  | Golden Gate Open Stanford, Egyesült Államok Kemény– $160,000 – 32E/16Q/16P                                          | Jodie Burrage Olivia Gadecki 7–6(4), 6–7(6), [10–8]      | Hailey Baptiste Claire Liu                  | Moyuka Uchijima Jüan Jüe                    | Hontama Mai Jodie Burrage Paj Cso-hszüan Irina Simanovics                        |
| Augusztus 14  | Barranquilla Open Barranquilla, Kolumbia Kemény– $115,000 – 32E/8Q/8P                                               | Tatjana Maria 6–1, 6–2                                   | Fiona Ferro                                 | Varvara Lepchenko Anna Karolína Schmiedlová | Daria Saville Carole Monnet Irina Fetecău Laura Pigossi                          |
| Augusztus 14  | Barranquilla Open Barranquilla, Kolumbia Kemény– $115,000 – 32E/8Q/8P                                               | Valendíni Gramatikopúlu Dészpina Papamihail 7–6(2), 7–5  | Yuliana Lizarazo María Paulina Pérez García | Varvara Lepchenko Anna Karolína Schmiedlová | Daria Saville Carole Monnet Irina Fetecău Laura Pigossi                          |
| Augusztus 21  | Chicago Women’s Open Chicago, Egyesült Államok Kemény– $115,000 – 32E/16Q/8P                                        | Viktorija Tomova 6–1, 6–4                                | Claire Liu                                  | Lucia Bronzetti Cristina Bucșa              | Katerina Baindl Kamilla Rahimova Rebeka Masarova Rebecca Peterson                |
| Augusztus 21  | Chicago Women’s Open Chicago, Egyesült Államok Kemény– $115,000 – 32E/16Q/8P                                        | Ulrikke Eikeri Ingrid Neel játék nélkül                  | Cristina Bucșa Alekszandra Panova           | Lucia Bronzetti Cristina Bucșa              | Katerina Baindl Kamilla Rahimova Rebeka Masarova Rebecca Peterson                |
| Szeptember 4  | Open Delle Puglie Bari, Olaszország Salak– $115,000 – 32E/16Q/16P                                                   | Tamara Zidanšek 3–6, 7–5, 6–1                            | Rebecca Šramková                            | Alizé Cornet Jana Fett                      | Jennifer Ruggeri Katarzyna Kawa Zeynep Sönmez Jaqueline Cristian                 |
| Szeptember 4  | Open Delle Puglie Bari, Olaszország Salak– $115,000 – 32E/16Q/16P                                                   | Katarzyna Kawa Anna Sisková 6–1, 6–2                     | Valendíni Gramatikopúlu Elixane Lechemia    | Alizé Cornet Jana Fett                      | Jennifer Ruggeri Katarzyna Kawa Zeynep Sönmez Jaqueline Cristian                 |
| Szeptember 11 | BMW Ljubljana Open Ljubljana, Szlovénia Salak – $115,000 – 32E/16Q/16P                                              | Marina Bassols Ribera 6–0, 7–6(2)                        | Zeynep Sönmez                               | Tamara Zidanšek Miriam Bulgaru              | Katarzyna Kawa Erika Andrejeva Gálfi Dalma Lucija Ćirić Bagarić                  |
| Szeptember 11 | BMW Ljubljana Open Ljubljana, Szlovénia Salak – $115,000 – 32E/16Q/16P                                              | Amina Ansba Quinn Gleason 6–3, 6–4                       | Freya Christie Yuliana Lizarazo             | Tamara Zidanšek Miriam Bulgaru              | Katarzyna Kawa Erika Andrejeva Gálfi Dalma Lucija Ćirić Bagarić                  |
| Szeptember 11 | BCR Open Romania Ladies Bukarest, Románia Salak – $115,000 – 32E/16Q/16P                                            | Astra Sharma 0–6, 7–5, 6–2                               | Sara Errani                                 | Jaqueline Cristian Darja Semeņistaja        | Bondár Anna María Carlé Noma Noha Akugue Anca Alexia Todoni                      |
| Szeptember 11 | BCR Open Romania Ladies Bukarest, Románia Salak – $115,000 – 32E/16Q/16P                                            | Angelica Moratelli Camilla Rosatello 7–5, 6–4            | Valendíni Gramatikopúlu Anna Sisková        | Jaqueline Cristian Darja Semeņistaja        | Bondár Anna María Carlé Noma Noha Akugue Anca Alexia Todoni                      |
| Szeptember 18 | Parma Ladies Open Parma, Olaszország Salak – $115,000 – 32E/16Q/16P                                                 | Ana Bogdan 7–5, 6–1                                      | Anna Karolína Schmiedlová                   | Katarzyna Kawa Bondár Anna                  | Kaja Juvan Jéssica Bouzas Maneiro Viktorija Tomova Jaqueline Cristian            |
| Szeptember 18 | Parma Ladies Open Parma, Olaszország Salak – $115,000 – 32E/16Q/16P                                                 | Dalila Jakupović Irina Hromacsova 6–2, 6–3               | Bondár Anna Kimberley Zimmermann            | Katarzyna Kawa Bondár Anna                  | Kaja Juvan Jéssica Bouzas Maneiro Viktorija Tomova Jaqueline Cristian            |
| Október 9     | Open de Rouen Capfinances Rouen, Franciaország Kemény (f) – $115,000 – 32E/8Q/16P                                   | Viktorija Golubic 6–4, 6–1                               | Erika Andrejeva                             | Jaqueline Cristian Alizé Cornet             | Greet Minnen Fiona Ferro Jodie Burrage Nuria Párrizas Díaz                       |
| Október 9     | Open de Rouen Capfinances Rouen, Franciaország Kemény (f) – $115,000 – 32E/8Q/16P                                   | Maia Lumsden Jessika Ponchet 6–3, 7–6(4)                 | Bondár Anna Kimberley Zimmermann            | Jaqueline Cristian Alizé Cornet             | Greet Minnen Fiona Ferro Jodie Burrage Nuria Párrizas Díaz                       |
| Október 23    | Abierto Tampico Tampico, Mexikó Kemény – $115,000 – 32E/16Q/16P                                                     | Emina Bektas 6–3, 3–6, 7–6(3)                            | Anna Kalinszkaja                            | Kamilla Rahimova Elizabeth Mandlik          | Caroline Dolehide Anasztaszija Tyihonova Katie Volynets Fernanda Contreras Gómez |
| Október 23    | Abierto Tampico Tampico, Mexikó Kemény – $115,000 – 32E/16Q/16P                                                     | Kamilla Rahimova Anasztaszija Tyihonova 7–6(5), 6–2      | Sabrina Santamaria Heather Watson           | Kamilla Rahimova Elizabeth Mandlik          | Caroline Dolehide Anasztaszija Tyihonova Katie Volynets Fernanda Contreras Gómez |
| Október 30    | Dow Tennis Classic Midland, Egyesült Államok Kemény (f) – $115,000 – 32E/16Q/16P                                    | Anna Kalinszkaja 7–5, 6–4                                | Jana Fett                                   | Emma Navarro Alycia Parks                   | Emina Bektas Taylor Townsend Katherine Sebov Hailey Baptiste                     |
| Október 30    | Dow Tennis Classic Midland, Egyesült Államok Kemény (f) – $115,000 – 32E/16Q/16P                                    | Hailey Baptiste Whitney Osuigwe 2–6, 6–2, [10–1]         | Sophie Chang Ashley Lahey                   | Emma Navarro Alycia Parks                   | Emina Bektas Taylor Townsend Katherine Sebov Hailey Baptiste                     |
| November 13   | LP Open by Ind Colina, Chile Salak – $115,000 – 32E/16Q/16P                                                         | Sára Bejlek 6–2, 6–1                                     | Diane Parry                                 | Elizabeth Mandlik Nadia Podoroska           | Polona Hercog Julija Sztarodubceva Léolia Jeanjean Udvardy Panna                 |
| November 13   | LP Open by Ind Colina, Chile Salak – $115,000 – 32E/16Q/16P                                                         | Julia Lohoff Conny Perrin 7–6(4), 6–2                    | Lucciana Pérez Alarcón Daniela Seguel       | Elizabeth Mandlik Nadia Podoroska           | Polona Hercog Julija Sztarodubceva Léolia Jeanjean Udvardy Panna                 |
| November 20   | WTA Brasil Open Florianópolis, Brazília Salak – $115,000 – 32E/16Q/16P                                              | Ajla Tomljanović 6–1, 7–5                                | Martina Capurro Taborda                     | Renata Zarazúa Nadia Podoroska              | Miriam Bulgaru Sára Bejlek Anca Todoni Carole Monnet                             |
| November 20   | WTA Brasil Open Florianópolis, Brazília Salak – $115,000 – 32E/16Q/16P                                              | Sara Errani Léolia Jeanjean 7–5, 3–6, [10–7]             | Julia Lohoff Conny Perrin                   | Renata Zarazúa Nadia Podoroska              | Miriam Bulgaru Sára Bejlek Anca Todoni Carole Monnet                             |
| November 27   | Argentina Open Buenos Aires, Argentína Salak – $115,000 – 32E/16Q/16P                                               | Laura Pigossi 6–3, 6–2                                   | María Lourdes Carlé                         | Julia Riera Renata Zarazúa                  | Diane Parry Polona Hercog Elizabeth Mandlik Solana Sierra                        |
| November 27   | Argentina Open Buenos Aires, Argentína Salak – $115,000 – 32E/16Q/16P                                               | María Lourdes Carlé Dészpina Papamihail 6–3, 4–6, [11–9] | María Paulina Pérez García Sofia Sewing     | Julia Riera Renata Zarazúa                  | Diane Parry Polona Hercog Elizabeth Mandlik Solana Sierra                        |
| November 27   | Andorrà Open Andorra la Vella, Andorra Kemény (f) – $115,000 – 32E/16Q/8P                                           | Marina Bassols Ribera 7–5, 7–6(3)                        | Erika Andrejeva                             | Heather Watson Alizé Cornet                 | Ella Seidel Jessika Ponchet Anastasija Sevastova Clara Tauson                    |
| November 27   | Andorrà Open Andorra la Vella, Andorra Kemény (f) – $115,000 – 32E/16Q/8P                                           | Erika Andrejeva Céline Naef 6–2, 6–1                     | Babos Tímea Heather Watson                  | Heather Watson Alizé Cornet                 | Ella Seidel Jessika Ponchet Anastasija Sevastova Clara Tauson                    |
| December 4    | Montevideo Open Montevideo, Uruguay Salak – $115,000 – 32E/16Q/16P                                                  | Renata Zarazúa 7–5, 3–6, 6–4                             | Diane Parry                                 | Robin Montgomery María Lourdes Carlé        | Solana Sierra Ylena In-Albon Julia Riera Miriam Bulgaru                          |
| December 4    | Montevideo Open Montevideo, Uruguay Salak – $115,000 – 32E/16Q/16P                                                  | María Lourdes Carlé Julia Riera 7–6(5), 7–5              | Freya Christie Yuliana Lizarazo             | Robin Montgomery María Lourdes Carlé        | Solana Sierra Ylena In-Albon Julia Riera Miriam Bulgaru                          |
| December 4    | Open Angers Arena Loire Angers, Franciaország Kemény (f) – $115,000 – 32E/16Q/8P                                    | Clara Burel 3–6, 6–4, 6–2                                | Chloé Paquet                                | Cristina Bucșa Dajana Jasztremszka          | Elisabetta Cocciaretto Audrey Albié McCartney Kessler Erika Andrejeva            |
| December 4    | Open Angers Arena Loire Angers, Franciaország Kemény (f) – $115,000 – 32E/16Q/8P                                    | Cristina Bucșa Monica Niculescu 6–1, 6–3                 | Anna Danilina Alekszandra Panova            | Cristina Bucșa Dajana Jasztremszka          | Elisabetta Cocciaretto Audrey Albié McCartney Kessler Erika Andrejeva            |
| December 11   | Open de Limoges Limoges, Franciaország Kemény (f) – $115,000 – 32E/8Q/8P                                            | Cristina Bucșa 2–6, 6–1, 6–2                             | Elsa Jacquemot                              | Erika Andrejeva Anna Blinkova               | Elisabetta Cocciaretto Anastasija Sevastova Loïs Boisson Harmony Tan             |
| December 11   | Open de Limoges Limoges, Franciaország Kemény (f) – $115,000 – 32E/8Q/8P                                            | Cristina Bucșa Jana Szizikova 6–4, 6–1                   | Okszana Kalasnikova Maia Lumsden            | Erika Andrejeva Anna Blinkova               | Elisabetta Cocciaretto Anastasija Sevastova Loïs Boisson Harmony Tan             |